# Srptsi
Srptsi (en macédonien Српци) est un village du sud-est de la Macédoine du Nord, situé dans la municipalité de Bitola. Le village comptait 65 habitants en 2002.

## Démographie
Lors du recensement de 2002, le village comptait :
- Macédoniens : 65

## Célébrités du village de Srptsi
- Omraam Mikhaël Aïvanhov, originaire de la famille Ivanovi, son proche parent, l'écrivain Tode Goreski, né aussi à Srptsi, a vécu à Bitola[2].

## Galerie

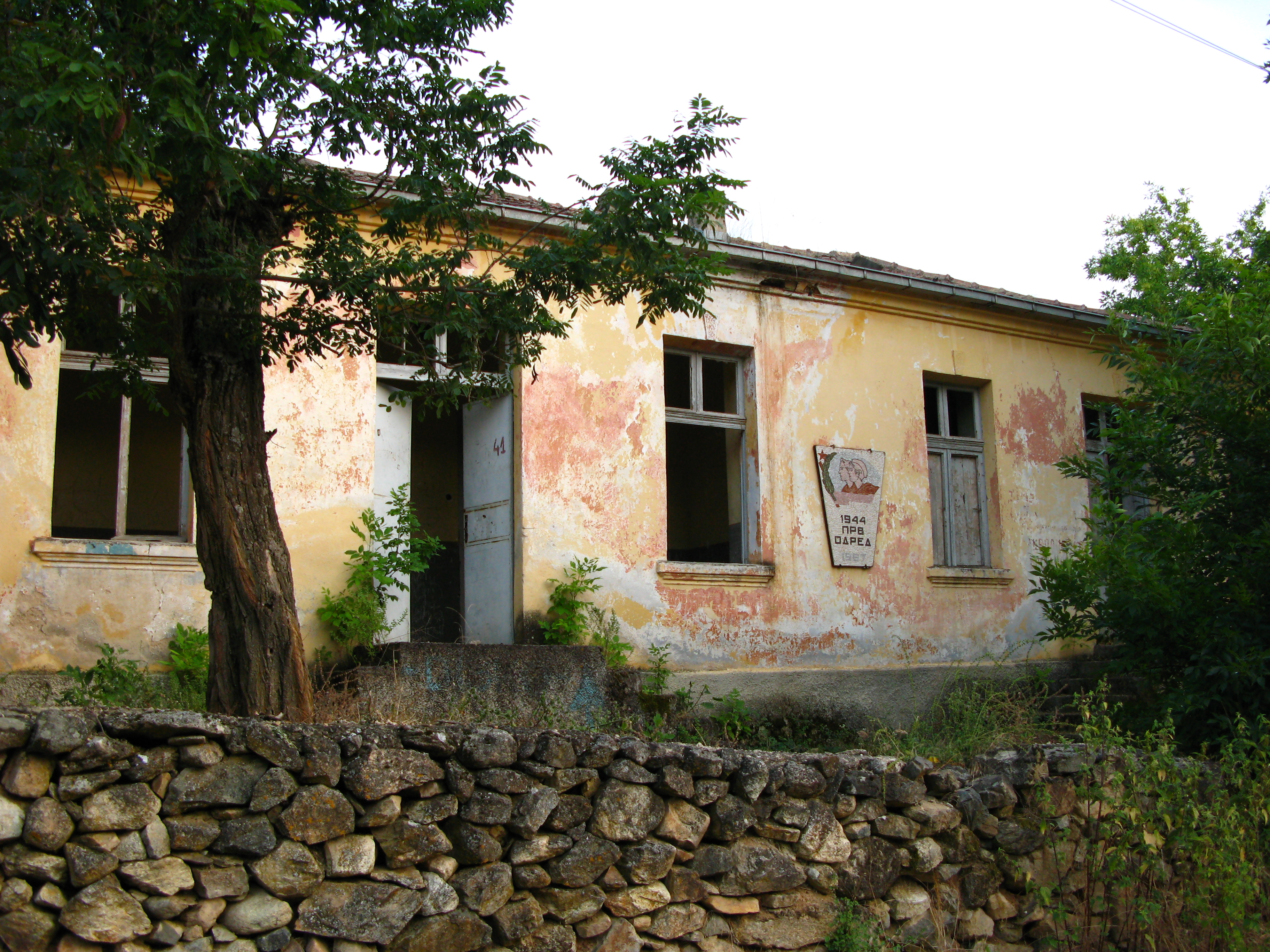
Ancienne école primaire
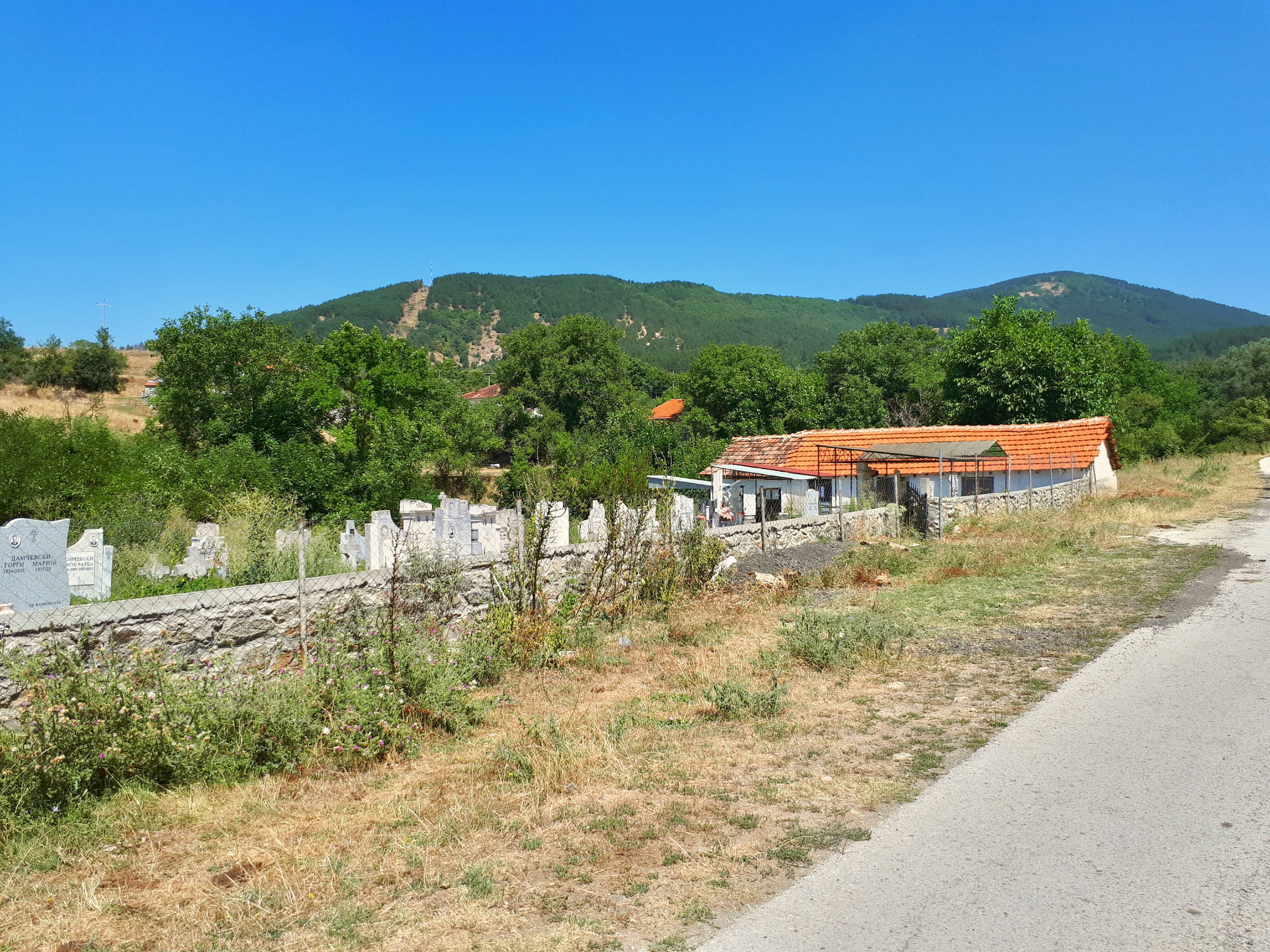
Le cimetière du village à l'entrée du village
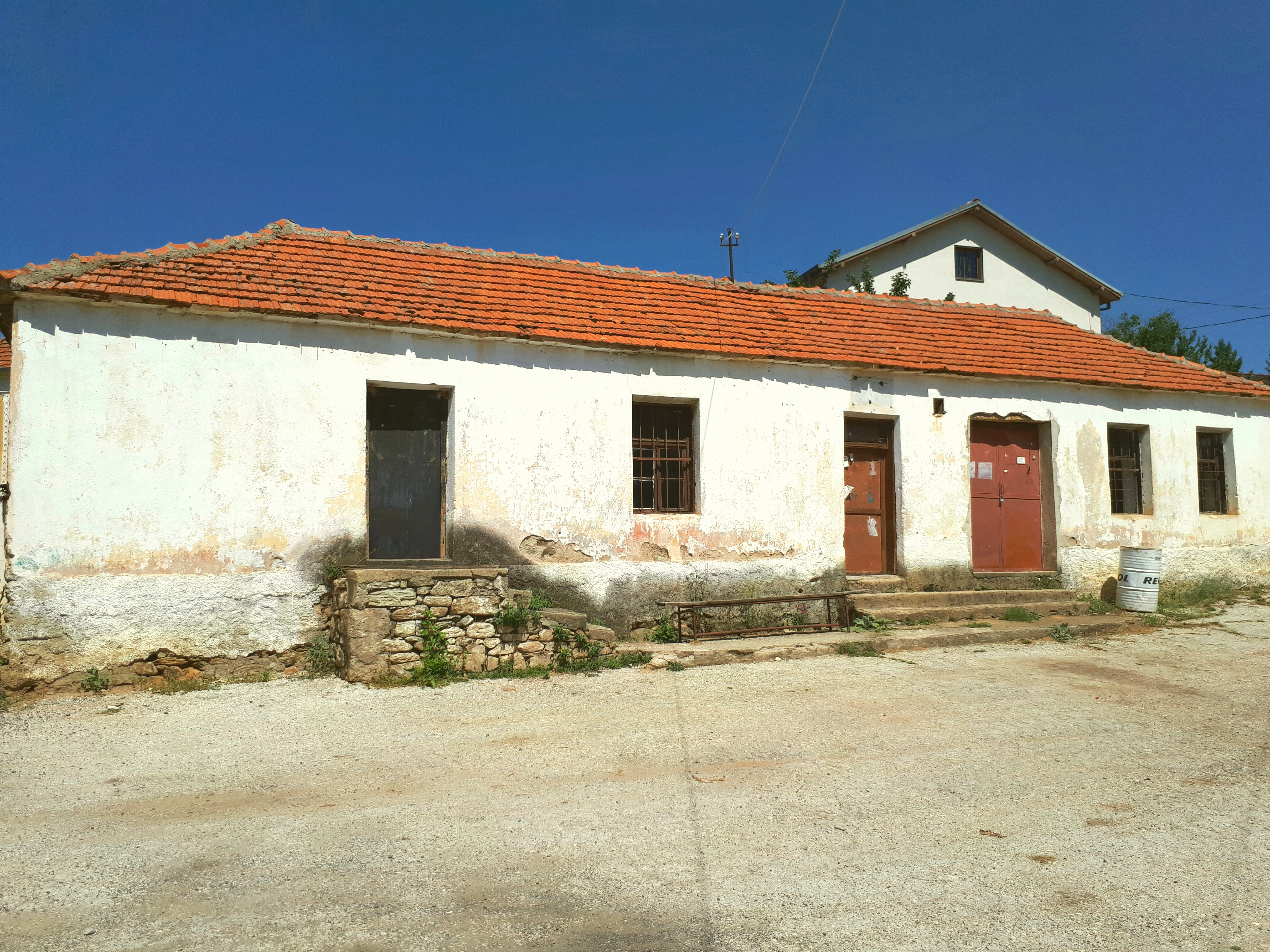
Centre du village